# Хороший Ключ
Хоро́ший Ключ (тат. Чишмә) — деревня в Агрызском районе Республики Татарстан России. Входит в состав Крындинского сельского поселения.

## Этимология
Название произошло от гидрографического термина на татарском языке «чишмә» (ключ, родник).

## Географическое положение
Деревня находится в Восточном Предкамье, в 3 км от реки Иж, на расстоянии 47 км по автодорогам к югу от города Агрыз и в 2,5 км к востоку от центра сельского поселения — села Крынды.
Деревня Хороший Ключ, как и весь Татарстан, находится в часовой зоне МСК (московское время). Смещение применяемого времени относительно UTC составляет +3:00.

## История
По сведениям 1795 года, в починке Хорошом Ключе и Тубе Иж-Бобьинской волости проживало 16 ревизских душ татар. 
В «Списке населенных мест Российской империи», изданном в 1876 году, населённый пункт упомянут как казённая деревня Хороший Ключ (Чишма) Елабужского уезда (2-го стана), при ключе Хорошем, расположенная в 73 верстах от уездного города Елабуга. В деревне в 10 дворах проживал 81 человек (42 мужчины и 39 женщин).
По сведениям 1887 года, в починке Хороший Ключ (Чешма, Шишма) Кырындинского сельского общества Мушаковской волости Елабужского уезда Вятской губернии в 31 дворе проживал 171 житель. В 21 дворе — татары, в 10 — русские, переселившиеся в 1848 году из Сарапульского уезда. В сословном плане жители числились государственными крестьянами.

## Население
| 1744 | 1795 | 1859 | 1887 | 1905 | 1920 | 1926 | 1938 | 1958 | 1970 | 1989 | 2002 | 2010 | 2015 |
| ---- | ---- | ---- | ---- | ---- | ---- | ---- | ---- | ---- | ---- | ---- | ---- | ---- | ---- |
| 14   | 16   | 81   | 171  | 247  | 283  | 193  | 270  | 157  | 106  | 69   | 70   | 68   | 50   |

Национальный состав
Согласно результатам переписи 2002 года, в национальной структуре населения татары составляли 96 %.

## Инфраструктура
В деревне работает магазин, рядом с деревней работает АЗС, есть кладбище, остановка общественного транспорта на автомобильной дороге регионального значения Псеево — Крынды.
В деревне одна улица — Миникаева.

### Комментарии
1. ↑  ревизских душ
2. ↑  ревизских душ
3. ↑  по данным Яндекс.Карты